# 南港站 (哥本哈根)
南港站（丹麦语：Sydhavn Station）是哥本哈根市郊铁路的一个车站，位于丹麦首都哥本哈根。因附近的“哥本哈根南港”而得名。

## 外部連結
- 丹麦国家铁路官网对南港站的介绍（页面存档备份，存于）（丹麦文）